# 卡朗
卡朗·莫拉·蘇沙（葡萄牙語：Kerlon Moura Souza，1988年1月27日—），通常簡稱卡朗（Kerlon），是一位曾效力于日本足球联赛球队藤枝MYFC的巴西足球員。卡朗以他的著名動作「海豹盤球」（Seal Dribble）見稱，他亦是2005年南美U17足球錦標賽的神射手和最佳球員。

## 球員生涯
卡朗是一個前鋒，以他把球踢到頭上及頭球的能力「海豹盤球」（Seal Dribble）著名。此動作令對手難以合法地挑戰。卡朗會先將皮球挑起，卡朗會一邊越過敵衛，一邊在頭上頂頭槌，以衝破敵方防線。有傳這技巧是由卡朗的父親施雲奴傳授的，當卡朗成功成為「大師」後，施雲奴本人十分驚訝。
卡朗以他的技巧引來世界各地的關注，他已被球評家稱作「新朗拿甸奴」，而英超勁旅曼聯領隊費格遜也有意把卡朗羅致旗下，但已被高士路拒絕。根據英國報章報導，卡朗也與英超其他隊伍米杜士堡、韋斯咸等各球會拉上了關係。
2008年，卡朗轉會至意甲球隊基爾禾。

## 註解
1. ↑  "驚世海豹盤球 森巴小將創奇招 （页面存档备份，存于）"，明報，2007年4月30日。
2. 1 2  "He of the seal dribble （页面存档备份，存于）"，The New Boys From Brazil，2006年11月8日。

## 外部連結
- （英文） 簡歷
- （英文） 簡歷
- （葡萄牙文） 高士路球會官方網頁